# Xysticus mugur
Xysticus mugur är en spindelart som beskrevs av Yuri M. Marusik 1990. Xysticus mugur ingår i släktet Xysticus och familjen krabbspindlar. Inga underarter finns listade i Catalogue of Life.